# 交響情人夢 (動畫)
《交響情人夢》為改編自原作漫畫《交響情人夢》的動畫版，於2007年1月11日在富士電視台的noitaminA及FNS系列局播映。台灣於2009年5月16日在Animax動漫台播映，並聘請歌手蕭敬騰擔任代言人。
第2季《交響情人夢 巴黎篇》（のだめカンタービレ 巴里編）於2008年10月9日起在富士電視台播出。內容改編自原作漫畫第10集開始，描寫千秋真一和野田惠在巴黎的故事。「巴黎篇」獲選為2009年第十三屆日本新媒體動漫藝術節動畫部門推薦的作品。第3季《交響情人夢 最終篇》（のだめカンタービレ フィナーレ）於2010年1月14日播送。
海外Animax舉凡映像特典、漫畫附錄OVA均全數播出。

## 概要
動畫版第1季自2007年1月11日深夜開始，於富士電視台的noitaminA及FNS系列局播映。動畫製作是J.C.STAFF。在第一集的動畫版打破了深夜動畫的記錄，在關東地區錄得5.4%的收視（舊記錄是《第一神拳》，收視率為4.8%），在4月30日，富士電視台播放了「Special Lesson」，輯錄動畫版主要內容，長度為30分鐘。

## 製作人員
- 原作：二之宮知子
- 導演：笠井賢一、今千秋（巴黎、最終篇）
- 系列構成：金春智子、榎戶洋司（巴黎篇）、中島一基（最終篇）
- 劇本：金春智子、丸尾未步、橫谷昌弘、土屋理敬
- 人物設計：島村秀一
- 色彩設計：店崎真弓（巴黎、最終篇）
- 總作畫監督：都築裕佳子、島村秀一（巴黎、最終篇）
- 美術監督：小林七郎
- CG製作人：神林憲和
- OP動畫演出：幾原邦彥
- ED動畫演出：長井龍雪
- 攝影監督：大河內喜夫
- 音樂：松谷卓、野田惠管絃樂團、東京都交響樂團（無印篇、最終篇）
- 音樂監督：明田川仁
- 音響監督：明田川仁（巴黎、最終篇）
- 剪輯：西山茂
- 編輯助手：坪根健太郎
- 編輯工作室：REAL-T
- 原作協力：、山谷奈久留（講談社「Kiss」編輯部）
- 協力：Yamaha、武藏野音樂大學、黑澤音樂店、Two Bows
- 製作企劃：GENCO
- 大川腔監修（巴黎、最終篇）：野田惠
- 法語監修（巴黎、最終篇）：GIRY BINCENT、須藤繪里花
- 製作人：山本幸治、大澤信博、情野誠人（巴黎、最終篇）
- 動畫製作人：松倉友二（GENCO）
- 動畫製作：J.C.STAFF
- 企劃：金田耕司
- 企劃協力：講談社「Kiss」編輯部
- 製作：內田耕一（富士電視台）、豐島雅郎（ASMIK）、針生雅行（講談社）、林田師博（SPWT）、北川直樹（SME）、笹田直樹（電通）、真田太郎（GENCO）
- 主要製作：交響情人夢製作委員會（富士電視台、ASMIK ACE、講談社、SKY Perfect Well Think、索尼音樂娛樂、電通、GENCO）

OVA
- 監督：今千秋
- 劇本：横谷昌宏
- 人物設定：島村秀一
- 音響監督：明田川仁
- 音樂：松谷卓、野田惠管絃樂團
- 動畫製作：J.C.STAFF
- 製作：講談社

## 主題曲

### 無印篇
片頭曲
- 「Allegro Cantabile」

作詞、作曲、編曲：末光篤
歌：SUEMITSU&THE SUEMITH
片尾曲
- 「近情難怯…」（第1－12話）

作詞：六見純代
作曲、編曲：Ryosuke Dr.R Saka
歌：克莉絲朵·凱兒
- 「Sagittarius」（第13－23集）

作詞、作曲、編曲：末光篤
歌：SUEMITSU&THE SUEMITH
插入曲
- 「屁股體操」（第1話）

作詞：二之宮知子 / 野田惠 / Poo太郎
作曲：野田惠
- 「普莉與頃太進行曲」（第1、7、13話）

作詞、作曲：
歌：大河內守（近藤孝行，僅第13話）
- 「野田惠幻想曲」（第3話）

作詞：松谷卓
- 「戀之G罩杯」（第13話）

作詞：二之宮知子
歌：鈴木姊妹（小野涼子、柚木涼香）
- 「S樂團的傳說」（第13話）

作詞：二之宮知子
唱：峰龍太郎（川田紳司）與S管絃樂團的男團員
- 「毛佳毛佳之森（來自毛佳毛佳組曲）」（第15、17話）

作詞：二之宮知子
作曲：大島滿

### 巴黎篇
片頭曲
- 「Sky High」

作詞：安岡優
作曲：S.Rakhmaninov、服部隆之
編曲：服部隆之
歌：聖堂教父
片尾曲
- 「東京 et 巴黎」

作詞：solita
作曲：大川茂伸
編曲：大川茂伸
演奏：宮本笑里×solita

### 最終篇
片頭曲
- 「眼神☆DAY DREAM」

作詞、作曲、編曲、歌：酒井佑
片尾曲
- 「風與山丘之敘曲」

作詞：Jane Su
作曲：野村陽一郎
編曲：玉井健二、野村陽一郎
弦編曲：蔦谷好位置
歌：Real Paradis with 野田惠管絃樂團

### OVA
片頭曲
- 「眼神☆DAY DREAM」（漫畫第24卷）

片尾曲
- 「東京 et 巴黎」（漫畫第22卷）
- 「風與山丘之敘曲」（漫畫第24卷）

## 各話列表
| 話數              | 日中標題                       | 脚本     | 分鏡         | 演出            | 作畫監督            | 總作畫監督    |        |
| 無印篇            | 無印篇                         | 無印篇   | 無印篇       | 無印篇          | 無印篇              | 無印篇        |        |
| ----------------- | ------------------------------ | -------- | ------------ | --------------- | ------------------- | ------------- | ------ |
| Lesson1           | 記憶                           | 金春智子 | 笠井賢一     | 秋田典昭        | 都築裕佳子          | 都築裕佳子    |        |
| Lesson2           | 愛的咒文料理                   | 金春智子 | 高田耕一     | 湖山禎崇        | 矢上孝一 野村芙沙子 | 都築裕佳子    |        |
| Lesson3           | 打擊樂器的女王                 | 丸尾未步 | 鵜飼悠紀     | 上田繁          | 梶光春              | 兵渡勝        |        |
| Lesson4           | 米奇大師登場                   | 横谷昌宏 | 上原秀明     | 橋本敏一        | 加藤万由子          | 都築裕佳子    |        |
| Lesson5           | 千秋指揮S樂團                  | 金春智子 | 福田道生     | 鈴木洋平        | 岸友洋              | 都築裕佳子    |        |
| Lesson6           | 離開                           | 金春智子 | 三浦辰夫     | 高島大輔        | 兵渡勝              | 兵渡勝        |        |
| Lesson7           | 和雄與千秋                     | 横昌宏   | 小寺勝之     | 西村博昭        | 野崎麗子 菊池聰延   | 都築裕佳子    |        |
| Lesson8           | 米奇回歸                       | 丸尾未步 | 湖山禎崇     | 湖山禎崇        | 野村芙沙子          | 都築裕佳子    |        |
| Lesson9           | 音樂祭                         | 横昌宏   | 鵜飼悠紀     | 秋田典昭        | 梶光春 小野和寛     | 兵渡勝        |        |
| Lesson10          | 魅惑的事                       | 横昌宏   | 福田道生     | 橋本敏一        | 加藤万由子          | 都築裕佳子    |        |
| Lesson11          | 鋼琴                           | 金春智子 | 鈴木洋平     | 鈴木洋平        | 川田剛              | 都築裕佳子    |        |
| Lesson12          | 前途                           | 金春智子 | 高田耕一     | 上田繁          | 岸友洋              | 兵渡勝        |        |
| Lesson13          | 畢業                           | 横昌宏   | 上原秀明     | 上原秀明        | 梶光春              | 都築裕佳子    |        |
| Lesson14          | 過去                           | 土屋理敬 | 錦織博       | 高島大輔        | 野村芙沙子          | 都築裕佳子    |        |
| Lesson15          | 變化                           | 金春智子 | 高田耕一     | 橋本敏一        | 飯飼一幸            | 兵渡勝 梶光春 |        |
| Lesson16          | 起動                           | 横昌宏   | 三浦辰夫     | 秋田典昭 上田繁 | 中山由美            | 都築裕佳子    |        |
| Lesson17          | 無用                           | 横昌宏   | 鈴木洋平     | 鈴木洋平        | 加藤万由子 小野和寬 | 都築裕佳子    |        |
| Lesson18          | 覺醒                           | 土屋理敬 | 福田道生     | 高島大輔        | 梶光春 鷲田敏弥     | 兵渡勝        |        |
| Lesson19          | 飛翔                           | 金春智子 | 高田耕一     | 上田繁          | 野村芙沙子 井本由紀 | 都築裕佳子    |        |
| Lesson20          | 世界                           | 土屋理敬 | 錦織博       | 橋本敏一        | 加藤万由子 梶光春   | 都築裕佳子    |        |
| Lesson21          | 異變                           | 横昌宏   | 高田耕一     | 櫻美勝志        | 兵渡勝 鷲田敏弥     | 兵渡勝        |        |
| Lesson22          | 最後                           | 金春智子 | 鈴木洋平     | 鈴木洋平        | 中山由美            | 都築裕佳子    |        |
| Lesson23          | 未來                           | 金春智子 | 笠井賢一     | 秋田典昭        | 島村秀一            | 島村秀一      |        |
| -                 | 電影 普莉與頃太 宇宙友情大冒險 | 笠井賢一 | 笠井賢一     | 音地正行        | 音地正行            |               |        |
| Lesson            | 野田惠與千秋的海物語           | 金卷智子 | 高田耕一     | 高田耕一        | 都築裕佳子          | 都築裕佳子    |        |
| 巴黎篇            |                                |          |              |                 |                     |               |        |
| Leçon1            | 巴黎留學生活的開始             | 榎戶洋司 | 今千秋       | 今千秋          | 島村秀一            | 島村秀一      |        |
| Leçon2            | 千秋指揮競賽會                 | 榎戶洋司 | 高田耕一     | 今千秋          | 都築裕佳子          | 都築裕佳子    |        |
| Leçon3            | 休得列傑曼再次相會             | 榎戶洋司 | 高田耕一     | 太田知章        | 山田真也            | 都築裕佳子    |        |
| Leçon4            | 憔悴的野田惠 拒絕千秋          | 榎戶洋司 | 佐佐木奈奈子 | 佐佐木奈奈子    | 早川加寿子          | 都築裕佳子    |        |
| Leçon5            | 千秋和野田惠不同交集           | 榎戶洋司 | 萩原弘光     | 八代駿          | 加藤万由子 松浦麻衣 | 都築裕佳子    |        |
| Leçon6            | 千秋常務指揮者就任             | 榎戶洋司 | 篁蒼氓       | 高島大輔        | 粉川剛 鷲田敏弥     | 都築裕佳子    |        |
| Leçon7            | 千秋和野田惠第一次合演！？     | 榎戶洋司 | 上田繁       | 上田繁          | 井嶋けい子          | 都築裕佳子    |        |
| Leçon8            | 千秋和野田惠再次出發           | 榎戶洋司 | 三浦辰夫     | 太田知章        | 山田真也 秋田英人   | 都築裕佳子    |        |
| Leçon9            | 野田惠首次獨奏會！             | 榎戶洋司 | 佐佐木奈奈子 | 佐佐木奈奈子    | 中山由美 早川加寿子 | 都築裕佳子    |        |
| Leçon10           | 獨奏會亮閃閃地星星             | 榎戶洋司 | 今千秋       | 今千秋          | 島村秀一            | 島村秀一      |        |
| Leçon11           | 最後一章 千秋的魔法            | 榎戶洋司 | 三浦辰夫     | 鈴木洋平        | 中山由美            | 都築裕佳子    |        |
| 最終篇            |                                |          |              |                 |                     |               |        |
| Leçon 1           | Leçon 1                        | 橫谷昌弘 | 三浦辰夫     | 佐藤光          | 島村秀一            | 島村秀一      |        |
| Leçon 2           | Leçon 2                        | 大野木寬 | 鈴木洋平     | 鈴木洋平        | 都築裕佳子          | 都築裕佳子    |        |
| Leçon 3           | Leçon 3                        | 吉田玲子 | 今千秋       | 今千秋          | 井嶋けい子          | 都築裕佳子    |        |
| Leçon 4           | Leçon 4                        | 丸尾未步 | 福田道生     | 金田貞德        | 野村芙沙子          | 都築裕佳子    |        |
| Leçon 5           | Leçon 5                        | 橫昌宏   | 三宅和男     | 秋田典昭        | 梶光春              | 都築裕佳子    |        |
| Leçon 6           | Leçon 6                        | 大野木寬 | 三浦辰夫     | 太田知章        | 山田真也            | 都築裕佳子    |        |
| Leçon 7           | Leçon 7                        | 吉田玲子 | 鈴木洋平     | 鈴木洋平        | 山川宏治            | 都築裕佳子    |        |
| Leçon 8           | Leçon 8                        | 丸尾未步 | 渡邊浩       | 今千秋          | 野村芙沙子          | 島村秀一      |        |
| Leçon 9           | Leçon 9                        | 吉田玲子 | 鈴木洋平     | 鈴木洋平        | 梶光春 井嶋けい子   | 都築裕佳子    |        |
| Leçon 10          | Leçon 10                       | 橫昌宏   | 福田道生     | 佐藤光          | 都築裕佳子          | 不適用        | 不適用 |
| La Dernière Leçon | La Dernière Leçon              | 橫昌宏   | 今千秋       | 今千秋          | 島村秀一            | 不適用        | 不適用 |
| Leçon             | 峰與清良的重逢                 | 橫昌宏   | 島津裕行     | 佐藤光          | 都築裕佳子 野崎麗子 | 都築裕佳子    |        |

| 漫畫卷數 | 日中標題            | 脚本   | 分鏡     | 演出     | 作畫監督                    |
| -------- | ------------------- | ------ | -------- | -------- | --------------------------- |
| 第22卷   | 成為M愛樂樂團指揮。 | 横昌宏 | 渦薪かい | 鈴木洋平 | 島村秀一 都築裕佳子（輔佐） |
| 第24卷   | （特別番外篇）      | 横昌宏 | 今千秋   | 今千秋   | 島村秀一                    |

## 播放電視台
日本深夜動畫：下文記載的日本国内播放時間使用日本標準時間（UTC+9）表示。因為部分時間标识會採用30小时制，因此請留意这类超过24:00的时间，其實際播放時間為翌日清晨。
| 電視台           | 播放地區       | 首播日期                       | 播映時間                                              | 備註                                   |
| 無印篇           | 無印篇         | 無印篇                         | 無印篇                                                | 無印篇                                 |
| ---------------- | -------------- | ------------------------------ | ----------------------------------------------------- | -------------------------------------- |
| 富士電視台       | 關東廣域圏     | 2007年1月11日 - 2007年6月28日  | 星期四24時45分 - 25時15分                             | 『noitaminA』製作電視台 （有Eyecatch） |
| 關西電視台       | 近畿廣域圏     | 2007年1月16日 - 2007年7月3日   | 星期三26時00分 - 26時30分 後來更變25時53分 - 26時23分 | 『noitaminA』播映電視台                |
| 東海電視台       | 中京廣域圏     | 2007年1月18日 - 7月5日         | 星期四26時05分 - 26時35分                             | 『noitaminA』播映電視台                |
| 西日本電視台     | 福岡縣         | 2007年1月24日 - 7月11日        | 星期三26時10分 - 26時40分                             | 『noitaminA』播映電視台                |
| 新潟綜合電視台   | 新潟縣         | 2007年1月25日 - 7月12日        | 星期四26時30分 - 27時00分                             | 『noitaminA』播映電視台                |
| 新廣島電視台     | 廣島縣         | 2007年1月29日 - 7月25日        | 星期一25時15分 - 25時45分                             |                                        |
| 高知SunSun電視台 | 高知縣         | 2007年2月2日 - 7月20日         | 星期五25時10分-25時40分                               |                                        |
| 石川電視台       | 石川縣         | 2007年2月6日 - 7月10日         | 星期二下午27時26分 - 27時56分                         |                                        |
| 北海道文化放送   | 北海道         | 2007年2月27日 - 7月31日        | 星期二25時10分 - 25時40分                             |                                        |
| 岡山放送         | 岡山縣、香川縣 | 2007年3月1日 - 3月29日         | 星期四25時40分 - 26時40分                             | 每星期播放兩集                         |
| 岡山放送         | 岡山縣、香川縣 | 2007年4月7日 - 7月14日         | 星期六                                                | 時間不定                               |
| 秋田放送         | 秋田縣         | 2007年3月26日 - 9月10日        | 星期一25時15分 - 25時45分                             |                                        |
| 佐賀電視台       | 佐賀縣         | 2007年3月28日 - 7月11日        | 星期三24時35分 - 25時05分                             |                                        |
| 愛媛電視台       | 愛媛縣         | 2007年3月29日 - 8月23日        | 星期四25時05分 - 25時35分                             |                                        |
| 仙台放送         | 宮城縣         | 2007年4月3日 - 9月4日          | 星期二25時08分 - 25時38分                             |                                        |
| 福島電視台       | 福島縣         | 2007年4月5日 - 9月13日         | 星期四24時35分 - 25時05分                             |                                        |
| 青森電視台       | 青森縣         | 2007年4月5日 - 9月6日          | 星期四25時00分 - 25時30分                             | TBS系列電視台                          |
| 靜岡電視台       | 靜岡縣         | 2007年4月6日 - 9月7日          | 星期五27時24分 - 27時54分                             |                                        |
| 岩手可愛電視台   | 岩手縣         | 2007年4月10日 - 9月18日        | 星期三25時38分 - 26時08分                             | 有Eyecatch                             |
| 鹿兒島電視台     | 鹿兒島縣       | 2007年4月12日 - 9月20日        | 星期四26時10分 - 26時40分                             |                                        |
| 山陰中央電視台   | 島根縣、鳥取縣 | 2007年4月13日 - 9月14日        | 星期五26時00分 - 26時30分                             |                                        |
| 福井電視台       | 福井縣         | 2007年4月17日 - 9月25日        | 星期二24時40分 - 25時10分                             |                                        |
| 熊本電視台       | 熊本縣         | 2007年10月2日                  | 星期二26時05分 - 26時35分                             |                                        |
| 巴黎篇           |                |                                |                                                       |                                        |
| 富士電視台       | 關東廣域圏     | 2008年10月9日 - 12月18日       | 星期四24時50分 - 25時20分                             |                                        |
| 東海電視台       | 中京廣域圏     | 2008年10月16日 - 2009年1月8日  | 星期四26時05分 - 26時35分                             |                                        |
| 秋田電視台       | 秋田縣         | 2008年10月18日 - 12月27日      | 星期六25時35分 - 26時05分                             |                                        |
| 關西電視台       | 關東廣域圏     | 2008年10月21日 - 12月23日      | 星期五25時29分 - 25時59分                             |                                        |
| 西日本電視台     | 福岡縣         | 2008年10月22日 -               | 星期一26時15分- 26時45分                              |                                        |
| 新潟綜合電視台   | 新潟縣         | 2008年10月23日 -               | 星期四26時00分 - 26時30分                             |                                        |
| 櫻桃電視台       | 山形縣         | 2008年10月29日 -               | 星期一25時35分 - 26時05分                             |                                        |
| 北海道文化放送   | 北海道         | 2008年11月2日 -                | 星期日25時35分 - 26時05分                             |                                        |
| 高知SunSun電視台 | 高知縣         | 2008年11月5日 -                | 星期一15時30分 - 16時00分                             |                                        |
| 熊本電視台       | 熊本縣         | 2008年11月18日 - 2009年2月10日 | 星期五26時05分 - 26時35分                             |                                        |
| 山陰中央電視台   | 島根縣、鳥取縣 | 2008年11月23日 -               | 星期日25時20分 - 25時50分                             |                                        |
| 最終篇           |                |                                |                                                       |                                        |
| 富士電視台       | 關東廣域圏     | 2010年1月14日 - 3月25日        | 星期四24時45分 - 25時15分                             | FNS                                    |
| 關西電視台       | 近畿廣域圏     | 2010年1月19日 - 3月30日        | 星期二25時35分 - 26時05分                             | FNS                                    |
| 東海電視台       | 中京廣域圏     | 2010年1月21日 - 4月1日         | 星期四26時05分 - 26時35分                             | FNS                                    |
| 佐賀電視台       | 佐賀縣         | 2010年1月27日 - 4月21日        | 星期三24時35分 - 25時05分                             | FNS                                    |
| 櫻桃電視台       | 山形縣         | 2010年1月30日 - 4月10日        | 星期六25時05分 - 25時35分                             | FNS                                    |
| 熊本電視台       | 熊本縣         | 2010年2月2日 - 4月13日         | 星期二26時05分 - 26時35分                             | FNS                                    |
| BS富士           | 日本全域       | 2010年2月15日 - 5月14日        | 星期一24時30分 - 24時55分                             | BS衛星電視                             |

海外播送
| 播放地區 | 電視台     | 首播日期                | 播映時間                | 備註                 |
| -------- | ---------- | ----------------------- | ----------------------- | -------------------- |
| 香港     | 香港Animax | 2009年2月18日-3月26日   | 星期三、四22:00-23:00   | 無印版               |
| 香港     | 香港Animax | 2011年8月31日-10月5日   | 星期三22:00-23:00       | 巴黎篇，後接續最終篇 |
| 香港     | 香港Animax | 2011年10月12日-11月16日 | 星期三22:00-23:00       | 最終篇               |
| 台灣     | 台灣Animax | 2009年5月16日－8月1日   | 星期六 21:00－22:00     | 無印版               |
| 台灣     | 台灣Animax | 2011年8月17日－9月1日   | 星期一至五 22:00－23:00 | 巴黎篇，後接續最終篇 |
| 台灣     | 台灣Animax | 2011年9月2日－9月19日   | 星期一至五 22:00－23:00 | 最終篇               |

## 動畫所使用的古典音樂
第1季
1. 貝多芬：第七號交響曲 第一樂章
2. 比才：戲劇配樂「阿萊城姑娘」第二號組曲 小步舞曲
3. 貝多芬：第五號鋼琴協奏曲「皇帝」 第一樂章
4. 貝多芬：第八號鋼琴奏鳴曲「悲愴」 第二樂章
5. 莫札特：Ｄ大調為兩台鋼琴所作的奏鳴曲，k448(375a)
6. 貝多芬：Ｄ大調第五號小提琴奏鳴曲［春］
7. 聖桑斯：序奏與迴旋隨想曲
8. 貝多芬：第九號交響曲［合唱］第一樂章
9. 蕭邦：幻想即興曲
10. 馬勒：第八號交響曲「千人」
11. 貝多芬：第九號交響曲［合唱］第四樂章
12. 貝多芬：第三號交響曲［英雄］第一樂章、第二樂章
13. 蕭邦：第15號f小調夜曲 作品55-1
14. 布拉姆斯：c小調第一號交響曲 作品68
15. 蕭邦：練習曲 作品10-4
16. 貝多芬：第七號交響曲 第四樂章
17. 帕格尼尼：24首隨想曲
18. 巴爾托克：組曲
19. 莫札特：第十六號鋼琴奏鳴曲　第一樂章
20. 德弗札克：F小調第五號交響曲「鳥」作品76
21. 拉赫曼尼諾夫：第二號鋼琴協奏曲
22. 蓋希文：藍色狂想曲
23. 莫札特：歌劇「魔笛」 第1幕第11曲「心中燃燒著怒火」
24. 裘利文：敲擊樂協奏曲
25. 李斯特：第一號梅菲斯特圓舞曲［鄉村酒店之舞］
26. 野田惠與千秋的圓舞曲［走出酒店圓舞曲］
27. 聖桑：第一號小提琴與鋼琴奏鳴曲 Op.75
28. 巴哈：聖馬太受難曲 第20首
29. 艾爾加：E小調小提琴與鋼琴奏鳴曲，作品第82號
30. 野田惠：毛佳毛佳組曲（一共十二首）
31. 莫札特：C大調雙簧管協奏曲（K.314）
32. 巴哈：D小調第2號無伴奏小提琴奏鳴曲
33. 布拉姆斯：第一號交響曲 第四樂章
34. 舒曼：曼佛雷序曲 作品115
35. 舒伯特：Ａ小調第十六號鋼琴奏鳴曲D.845
36. 德伏札克：大提琴協奏曲
37. 巴哈：平均律鋼琴曲集２第16號G小調BWV885
38. 李斯特：降B大調第五號超技練習曲（鬼火）
39. 德布西：快樂島
40. 布拉姆斯：帕格尼尼主題變奏曲Op.35-1
41. 拉威爾：「夜之魔」 第三曲——「斯卡爾波」
42. 舒曼：g小調第2號鋼琴奏鳴曲，op.22
43. 莫札特：a小調鋼琴奏曲，K.310(300d)
44. 史特拉汶斯基：彼德羅斯卡
45. 德布西：牧神的午後前奏曲
46. 薩拉沙泰：卡門幻想曲
47. 理察史特勞斯：狄爾愉快的惡作劇

巴黎篇
1. 拉威爾：「小丑的晨歌」—選自「鏡」第4首
2. 蕭邦：第6號波蘭舞曲「英雄」，Op.53
3. 海頓：第104號交響曲
4. 羅西尼：歌劇「威廉・泰爾」序曲
5. 理察·史特勞斯：狄爾的惡作劇
6. 葛令卡：歌劇「魯斯蘭與盧密拉」序曲
7. 李斯特：d小調第4號超技練習曲「馬采巴」
8. 蕭邦：降D大調第8號夜曲，作品27-2
9. 史卡拉第：F大調奏鳴曲，K.525/L.188
10. L.C.達康（Louis-Claude Daquin）：杜鵑迴旋曲
11. 拉威爾：「美女與野獸的對話」－選自「鵝媽媽組曲」第4首
12. 貝多芬：c小調第8號鋼琴奏鳴曲「悲愴」，Op.13
13. 舒伯特：a小調第16號鋼琴奏鳴曲，D.845
14. 西貝流士：D 大調第2號交響曲 第4樂章，作品43
15. J.S.巴赫：平均律鋼琴曲集（第二集）－升f小調第14號，BWV883
16. 讃美歌第二編 第219號「O Holy Night」
17. 讃美歌 第106號「Angels We Have Heard on High」
18. J.S.巴赫：平均律鋼琴曲集（第二集）－C大調第1號和第2號前奏曲
19. 布拉姆斯：c小調第1號交響曲，作品68
20. 德伏札克：G大調第8號交響曲，作品88（第1樂章）
21. 林姆斯基·高沙可夫：西班牙隨想曲
22. 拉威爾：「波麗露」
23. 杜卡斯：交響詩「魔法師的學徒」
24. 浦朗克：為鋼琴、雙簧管和巴松管所寫的三重奏FP43  第1樂章
25. 莫札特：第11號鋼琴奏鳴曲，K.331 第3樂章（「土耳其進行曲」）
26. 莫札特：D大調第18號鋼琴奏鳴曲，K.576
27. 莫札特：小星星變奏曲，C大調，K.265
28. 李斯特：2個傳說NO.2（在波浪上行走的寶萊聖法蘭西斯）
29. 拉威爾：「水之嬉戲」
30. 莫札特：G大調絃樂小夜曲，K.525
31. 莫札特：a小調第八號鋼琴奏鳴曲，K.310 第1樂章
32. 莫札特：雙簧管協奏曲，K.314
33. 巴哈：G大調第一無伴奏大提琴組曲 「前奏曲」
34. 巴哈：D小調第2號無伴奏小提琴奏鳴曲，BWV1004－「夏康舞曲」
35. 岳禮維：巴松管協奏曲 第1樂章 (鋼琴伴奏版)
36. 卡爾·尼爾森：第4號交響曲「不可磨滅」 第4樂章

最終篇
第1話
1. 蕭邦：練習曲第8號F大調作品10-8
2. 蕭邦：練習曲第12號c小調「革命」作品10-12
3. 蕭邦：小狗圓舞曲
4. 巴哈：d小調第2號鋼琴協奏曲第1樂章BWV1052（兩台鋼琴版）
5. 柴可夫斯基：羅密歐與朱麗葉幻想序曲
6. 巴哈：d小調第2號鋼琴協奏曲第1樂章BWV1052

第2話
1. 蕭邦：降E大調第2號夜曲　作品9-2
2. 史卡拉第：D大調鋼琴奏鳴曲 Kk.96
3. 李斯特：F小調第10號超技練習曲
4. 史卡拉第：C大調鋼琴奏鳴曲 Kk.159

第3話
1. 巴哈：F大調義大利協奏曲 BWV971
2. 莫札特：D大調第9號鋼琴奏鳴曲 第3樂章 K.311
3. 孟德爾頌：「無言歌」第1卷—— no.1E大調（甜蜜的回憶） 作品19
4. 蕭邦：降A大調幻想波蘭舞曲 作品61
5. 李斯特：2個傳說NO.1『向小鳥說教的聖芳濟』

第4話
1. 馬勒：C小調第二號交響曲「復活」第5樂章
2. 巴哈：平均律鍵盤曲集第2卷 第4號升c小調賦格
3. 巴哈：平均律鍵盤曲集第1卷 第22號降b小調前奏曲
4. 蕭邦：G小調第1號敘事曲 作品23
5. 拉威爾：組曲「鏡」——海上扁舟
6. 貝多芬：D小調第17號鋼琴奏鳴曲「暴風雨」 第1樂章

第5話
1. 巴哈：平均律鍵盤曲集第1卷 第22號降b小調前奏曲
2. 巴哈：平均律鍵盤曲集第2卷 第4號升c小調賦格
3. 舒曼：克萊斯勒之魂 作品16（第1~8首）
4. 拉赫曼尼諾夫：C小調第2號鋼琴協奏曲 第1樂章
5. 拉威爾：G大調鋼琴協奏曲 第1樂章
6. 拉威爾：G大調鋼琴協奏曲 第1樂章 （野田惠鋼琴獨奏版）
7. 李斯特：西班牙狂想曲

第6話
1. 拉威爾：G大調鋼琴協奏曲 第1樂章 （野田惠鋼琴獨奏版）
2. 蕭邦：B小調第3號鋼琴奏鳴曲 作品58 第1樂章
3. 蕭邦：B小調第3號鋼琴奏鳴曲 作品58 第2樂章
4. 蕭邦：B小調第3號鋼琴奏鳴曲 作品58 第3樂章
5. 蕭邦：B小調第3號鋼琴奏鳴曲 作品58 第4樂章
6. 蕭邦：F小調幻想曲 作品49
7. 貝多芬：降a小調第31號鋼琴奏鳴曲 作品110 第1樂章
8. 貝多芬：降a小調第31號鋼琴奏鳴曲 作品110 第3樂章
9. 德布西：「映像」第1集——水之反光（或譯：倒影）

第7話
1. 莫札特：D大調第31號交響曲「巴黎」 K.297
2. 貝多芬：降A大調第31號鋼琴奏鳴曲 作品110 第1樂章
3. 拉威爾：G大調鋼琴協奏曲（獨奏部分）
4. Vincent Youmans：tea for two（兩人一道喝茶）
5. 蓋希文：I Got Rhythm （我抓到旋律）〔雙鋼琴版〕
6. 拉威爾：G大調鋼琴協奏曲
7. 德布西：「映像」第1集——水之反光（或譯：倒影）

第8話
1. 拉威爾：G大調鋼琴協奏曲
2. 古諾：歌劇「浮士德」詠歎調「金牛之歌」
3. 貝多芬：降A大調第31號鋼琴奏鳴曲 作品110 第3樂章

第9話
1. 蕭邦：E小調第1號鋼琴協奏曲 作品11

第10話
1. 野田惠：毛佳毛佳組曲　第1首「毛佳毛佳森林」
2. 野田惠：屁屁體操

第11話
1. 舒曼：兒時情景
2. 莫札特：小星星變奏曲
3. 貝多芬：降A大調第31號鋼琴奏鳴曲 作品110 第3樂章
4. 莫札特：D大調為兩台鋼琴所作的奏鳴曲
5. 林姆斯基·高沙可夫：西班牙綺想曲

## 外部連結
- 二之宮知子公式網頁 （页面存档备份，存于）
- 第1季動畫官方網站
- 巴黎篇動畫官方網站
- 最終篇動畫官方網站
- 野田惠王國
- 互联网电影数据库（IMDb）上《交響情人夢》的资料（英文）